# 빌리지 (영화)
《빌리지》(The Village)는 미국에서 제작된 M. 나이트 샤말란 감독의 2004년 미스터리, 스릴러 영화이다. 브라이스 달라스 하워드 등이 주연으로 출연하였고 샘 메서 등이 제작에 참여하였다.

## 출연

### 주연
- 브라이스 달라스 하워드
- 호아킨 피닉스
- 애드리언 브로디
- 윌리엄 허트
- 시고니 위버
- 브렌단 글리슨

### 조연
- 체리 존스
- 셀리아 웨스턴
- 존 크리스토퍼 존스
- 프랭크 콜리슨
- 제인 앳킨슨
- 주디 그리어
- 프란 크랜즈
- 마이클 피트
- 제시 아이젠버그

## 기타
- 협력프로듀서: 조시 L. 로드리게즈
- 미술: 톰 포든
- 세트: 래리 디아스
- 의상: 앤 로스
- 배역: 더글러스 아이벨

## 같이 보기
- 동굴의 우화